# Dicranomyia (Dicranomyia) tapleyi
Dicranomyia (Dicranomyia) tapleyi is een tweevleugelige uit de familie steltmuggen (Limoniidae). De soort komt voor in het Australaziatisch gebied.